# Галин, Антон Герасимович
Анто́н Гера́симович Га́лин (29 декабря 1917 года — 5 августа 1991 года) — шофёр специального управления «Братскгэсстрой». Герой Социалистического Труда (1966).

## Биография
Родился 29 декабря 1917 года в крестьянской семье в селе Селечня. В два года остался без отца. Учился в сельской школе. Трудовую деятельность начал на металлургическом заводе в городе Никополе в 1931 году. Одновременно учился в вечерней школе, окончил курсы формовщиков и стал работать по этой специальности.

### Служба в РККА
В 1938 году был призван в Красную Армию и направлен служить в железнодорожные войска на Дальний Восток. За образцовое выполнение специального задания на строительстве объекта №4 Наркомата путей сообщения 8 мая 1942 года был награждён орденом Ленина.

### Фронтовик
С 6 мая 1943 года в действующей армии. Командир отделения 2-й роты 60-го мостового батальона 7-й железнодорожной бригады. Первый бой принял под станцией Валуйки. В составе 1-го Украинского фронта с боями дошёл до реки Одер, затем был направлен на Дальний Восток, участник войны с Японией.

### После войны
В 1952 году был демобилизован.
Приехал в город Слюдянка. Работал водителем мотовоза по перевозке взрывчатых материалов по Восточно-Сибирской железной дороге для обработки скал вокруг Байкала.
В 1955 году по путёвке обкома КПСС был включён в первый отряд, направленный на строительство Братской ГЭС. Здесь оформлен на работу в автотранспортный участок № 1, где вели подбор квалифицированных, высоко профессиональных водителей для работы на решающих участках фронтального перекрытия реки Ангары. Стал работать на 25-тонном самосвале МАЗ-525.
За безупречную работу, за мастерство ему было поручено участвовать в перекрытии реки Ангары в составе первой колонны самосвалов и сбросить в реку Ангару первый камень. Ударные темпы строительства Братской ГЭС, где трудился А. Г. Галин, позволили в короткие сроки осуществить перекрытие реки Ангары, открыв этим широкий фронт для дальнейшего развития и строительства гидроэлектростанции.
Работал до конца строительства Братской ГЭС.
В 1966 году избирался депутатом Совета Союза Верховного Совета СССР 7-го созыва.
В марте 1976 года ушёл на заслуженный отдых.
Жил в городе Братске. Скончался 5 августа 1991 года.

## Звания и награды
- Герой Социалистического Труда — Указом Президиума Верховного Совета СССР от 23 февраля 1966 года выдающиеся успехи, достигнутые в сооружении Братской гидроэлектростанции, большой вклад, внесенный в разработку и внедрение новых технических решений и прогрессивных методов груда в строительстве гидросооружений, линий электропередачи и монтаже оборудования,
- Орден Ленина (дважды 1942, 1966),
- Орден Отечественной войны 1-й степени,
- Орден Красной Звезды,
- медали,
- «Почетный гражданин города Братска» — решением горисполкома от 12.12.1975 года в связи с 20-летием образования города Братска и за успехи в сооружении и строительстве Братской гидроэлектростанции.